# 청년당 (대한민국)
청년당(靑年黨)은 2012년 3월 19일부터 2012년 4월 12일까지 존재했던 대한민국의 정당이다.

## 역사
2012년 3월 13일에 안철수의 청춘콘서트에 참여했던 청년들이 중심이 되어 창당했다. 창당 당시에는 안철수가 진보주의 성향의 정치인으로 알려져 있었기 때문에 청년당도 청년 자립, 국민 행복, 정치 개혁을 기조로 내걸었다. 2012년 4월 11일에 실시된 대한민국 제19대 국회의원 선거에서 지역구 후보 3명, 비례대표 후보 4명이 출마했으나 지역구 투표에서 후보자 전원이 낙선하고 비례대표 투표에서 득표율 0.34%를 기록하면서 원내 입성에 실패했으며 2012년 4월 12일에 중앙선거관리위원회로부터 정당 득표율 미달로 인하여 등록이 취소되었다.
청년당 해체 이후에 안철수에 비판적인 시각을 가졌거나 이전부터 진보주의 청년 정치, 신좌파 성향을 가졌던 오태양, 우인철, 강주희, 김소희를 비롯한 인사들은 2017년에 창당한 미래당(옛 이름 우리미래)에 합류했다. 반면 강연재를 비롯한 안철수 관련 인사들은 2014년에 창당한 새정치민주연합(현재의 더불어민주당)을 거쳐 2016년에 창당한 국민의당에 합류했다.

## 역대 선거 현황
|  | 0% |

|  | 0.34% |

|  | 0% |

## 같이 보기
- 국민의당
- 미래당
- 강연재